# Marcha
Marcha, de son vrai nom Marga Groeneveld, est une chanteuse, animatrice et présentatrice de télévision néerlandaise, née le 2 juillet 1956 à Lattrop.

## Privé
Elle est la mère du dj et producteur de hardstyle Radical Redemption.